# انور علی (فیزیک‌دان)
انور علی (انگلیسی: Anwar_Ali_(scientist)؛ زاده ) یک دانشمند اهل Pakistani است.